# Port-la-Nouvelle
Port-la-Nouvelle is een gemeente in het Franse departement Aude (regio Occitanie). De gemeente telde 5.882 inwoners op 1 januari 2022. De plaats maakt deel uit van het arrondissement Narbonne.
De gemeente is een badplaats met stranden en een jachthaven.

## Geografie
De oppervlakte van Port-la-Nouvelle bedroeg op 1 januari 2022 28,55 vierkante kilometer; de bevolkingsdichtheid was toen 206 inwoners per km².
De gemeente ligt aan de monding van de Berre en het Canal de la Robine in de Middellandse Zee en aan de lagune Étang de Bages-Sigean. In deze lagune ligt het als natuurgebied beschermde Île Sainte-Lucie.
De onderstaande kaart toont de ligging van Port-la-Nouvelle met de belangrijkste infrastructuur en aangrenzende gemeenten.

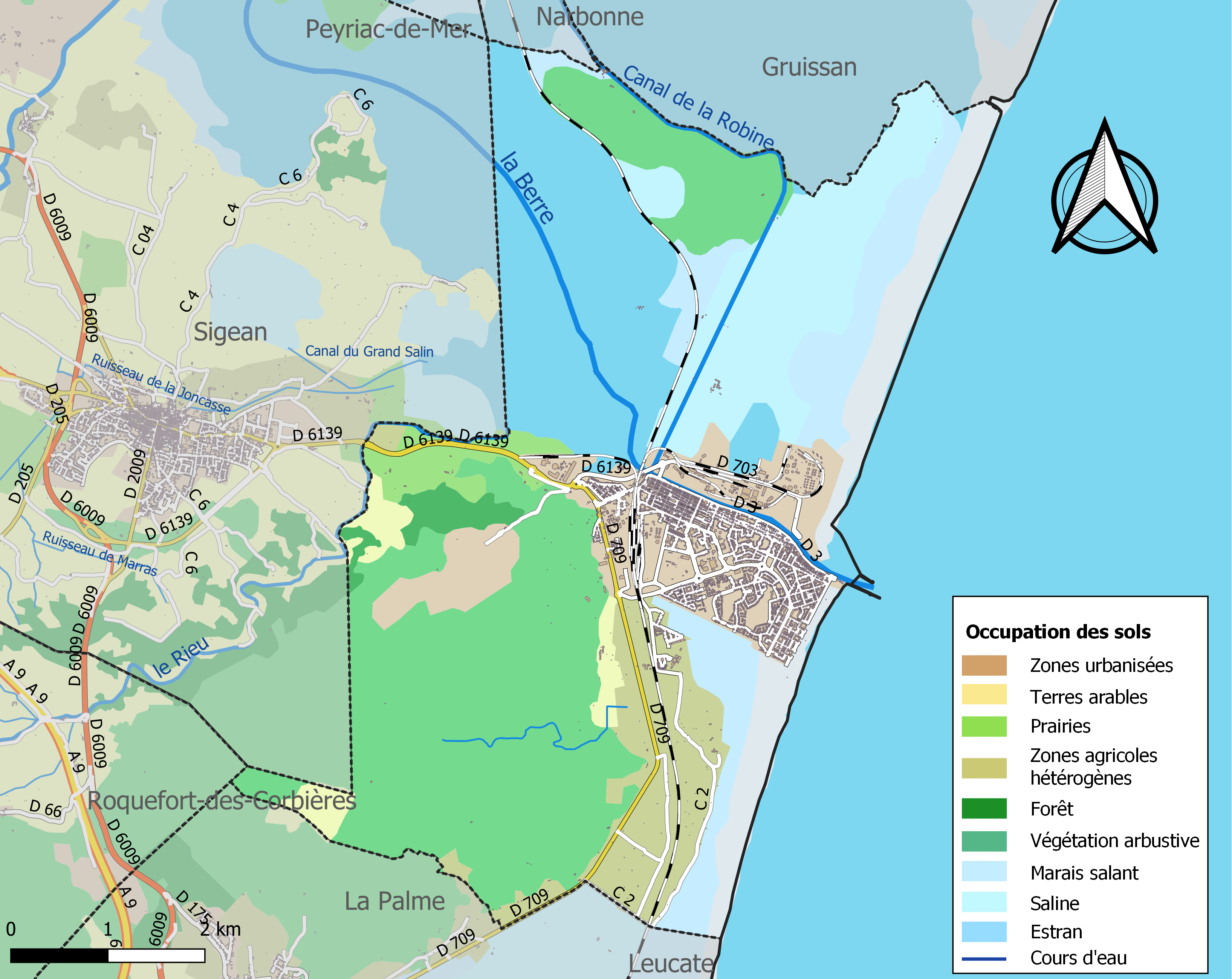

## Geschiedenis
In de 17e eeuw werd het Canal de la Robine gegraven, dat de stad Narbonne een verbinding met de Middellandse Zee gaf.
Port-la-Nouvelle werd in 1844 een zelfstandige gemeente. Tot dan was het een deel van de gemeente Sigean.

## Verkeer en vervoer
In de gemeente ligt spoorwegstation Port-la-Nouvelle.

## Demografie
Onderstaande figuur toont het verloop van het inwonertal (bron: INSEE-tellingen).

Vanwege een beveiligingsprobleem met de MediaWiki Graph-software is het momenteel niet mogelijk deze grafiek weer te geven. Zodra de software is bijgewerkt zal de grafiek vanzelf weer zichtbaar worden.